# Elassodiscus tremebundus
Espèce
Elassodiscus tremebundus est une espèce de poissons abyssaux de la famille des liparidés.